# エドワード・ジョゼフ・フラナガン
エドワード・ジョゼフ・フラナガン（英語: Edward Joseph Flanagan, 1886年7月13日 - 1948年5月15日）は、通称フラナガン神父の名で知られるカトリック教会の聖職者で、社会事業家。

## 生涯
生まれはアイルランドで、1904年アメリカにやってきて、1919年にアメリカの市民権を取得した。ネブラスカ州オニールの聖パトリック・カトリック教会の助祭で、1912年にネブラスカ州のオマハに少年の町という少年たちの更生自立支援施設を作ったことで知られる社会事業家である。

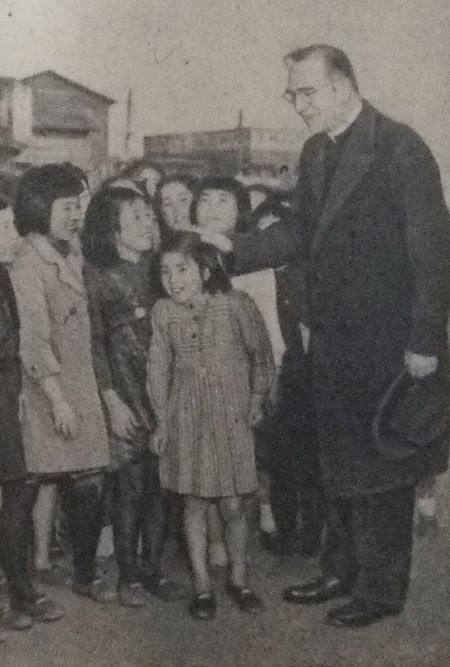
日本でのフラナガン

第二次世界大戦後、GHQのダグラス・マッカーサー元帥から戦後日本の戦災孤児、中国大陸や満州からの引き上げ孤児への対策について助言を乞うということで、招聘を受け、1947年に来日した。彼の提案でまず長崎、佐賀、福岡で始められたのが「赤い羽根助け合い共同募金」である。こうした社会事業推進のための世界行脚で、韓国、オーストリア、ドイツなどを回っている。1965年にネブラスカ州の名誉州民に選ばれる。没後、少年の町の中の礼拝堂の墓地に埋葬された。

## 関連書籍
- 田代不二男『フラナガン神父の「少年の町」を見る』日本社会事業協会 1949年
- 『フラナガン神父の「少年の町」』近藤良敏 訳. 毎日新聞社 1948年
- 高木金之助『フラナガン神父と少年の町』日本教育出版社 1948年